# R/P FLIP
El FLIP (Floating Instrument Platform) es un barco-plataforma de investigación perteneciente al gobierno de Estados Unidos.
Su originalidad proviene de que es un barco normal con la capacidad de hundirse y quedar vertical como si fuera una plataforma, pudiendo aguantar grandes tormentas gracias a su gran estabilidad.
La maniobra de cambio de posición consiste en tener una gran cubierta de más de cien metros. El casco de 108 metros de largo está provisto de tanques de agua que se van llenando y hace que el barco se hunda. Esta parte hundida funciona como anclaje para asegurar su estabilidad, quedando sumergida. La parte trasera del barco es la que queda por encima del agua. La maniobra tiene una duración aproximada de media hora y los tripulantes permanecen en el barco sujetos. El mobiliario tiene un sistema de giro que hace que se mueva y los baños están duplicados unos para la posición de barco y otros para la posición de plataforma.
El barco está diseñado para estudios meteorológicos, señales acústicas, temperatura del agua, densidad y estudio de la altura de las aguas. Su tripulación está compuesta por cinco tripulantes y hasta once científicos.
Fue diseñado en la década de los 60 por la Universidad de California y construido en Portland, Oregón, por la compañía Gunderson Brothers Engineering Company, siendo botado en junio de 1962. En el año 1995 recibió una subvención de dos millones de dólares para la modernización del equipamiento.
Puede operar por todo el mundo, aunque su zona habitual de acción es la costa oeste de Estados Unidos.